# Bartolomeo Scappi
Bartolomeo Scappi (* vermutlich nach 1500 in Dumenza; † 13. April 1577) war ein berühmter italienischer Koch der Renaissance. Sein bekanntestes Werk mit dem Titel Opera erschien 1570 in Venedig.

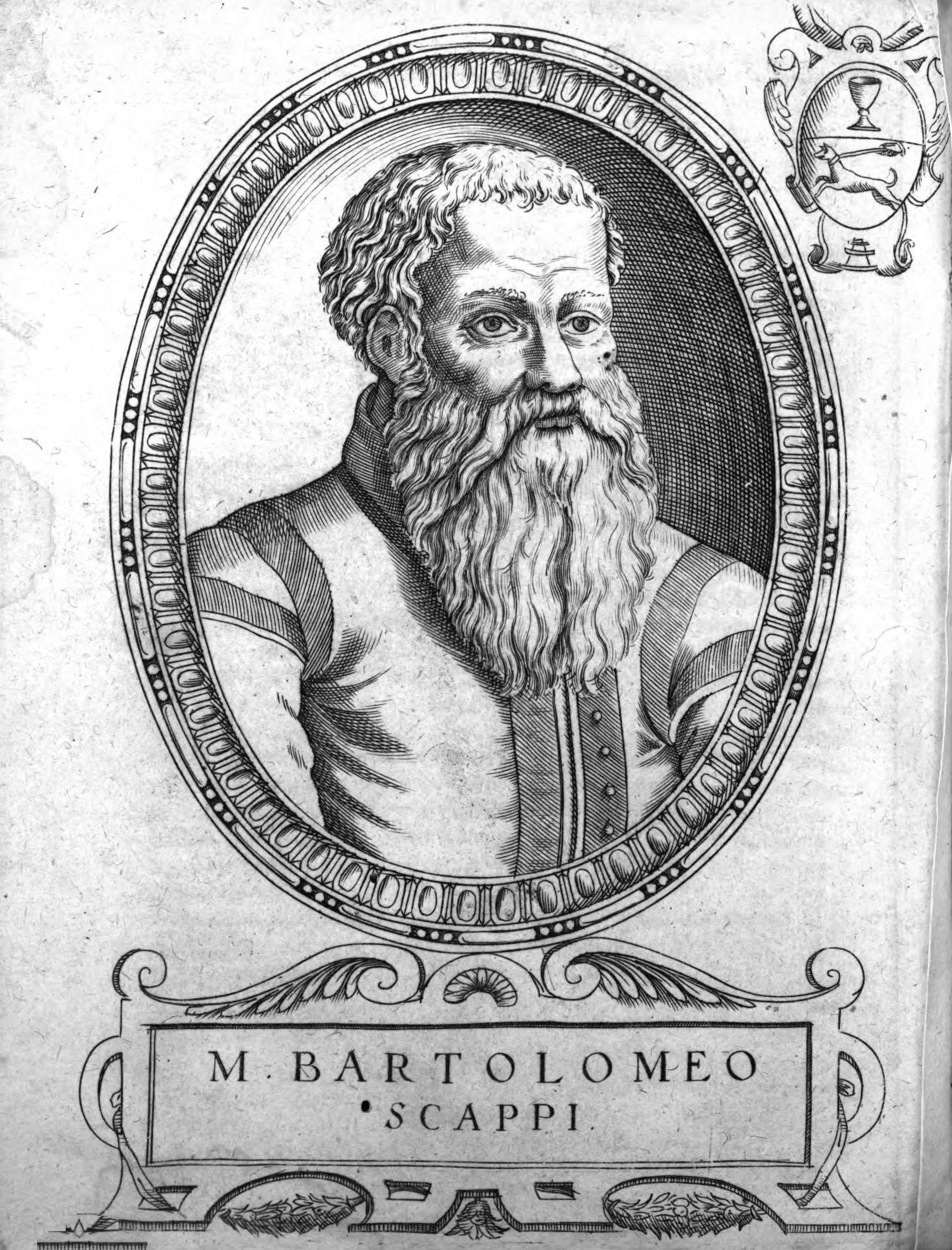
Bartolomeo Scappi

## Leben
Es war lange umstritten, woher Scappi stammt. Italienische Historiker haben mittlerweile nachweisen können, dass er aus dem Ort Dumenza in der Lombardei kam. Er war nicht verheiratet.
Im Alter von etwa 30 Jahren trat er 1534 unter Papst Paul III. in den Dienst der vatikanischen Küche und arbeitete bis 1576 als Leibkoch für mehrere Päpste: Julius III., Paul IV. und Pius IV., Pius V. und Gregor XIII. Scappi erwähnt, dass er als Küchenchef für Kardinal Grimani in Venedig war und das Gastmahl für Kaiser Karl V. im April 1536 zubereitete. Es bestand aus 13 Gängen mit insgesamt 789 Gerichten. Danach arbeitete er auch für Kardinal du Bellay, Pietro Bembo und Andrea Cornaro. Nach vielen Dienstjahren im Vatikan wurde Scappi zum mazziere ernannt, zuständig für die Überwachung der päpstlichen Zeremonien und erhielt den Titel eines Pfalzgrafen.
Sein Todesdatum ist belegt durch einen Eintrag im Totenbuch des Vatikanischen Archivs. Er wurde auf dem Friedhof der 1888 abgerissenen Kirche Santi Vincenzo e Anastasio alla Regola in Rom begraben, die speziell Köchen vorbehalten war (Kirche der Köche).

## Werk

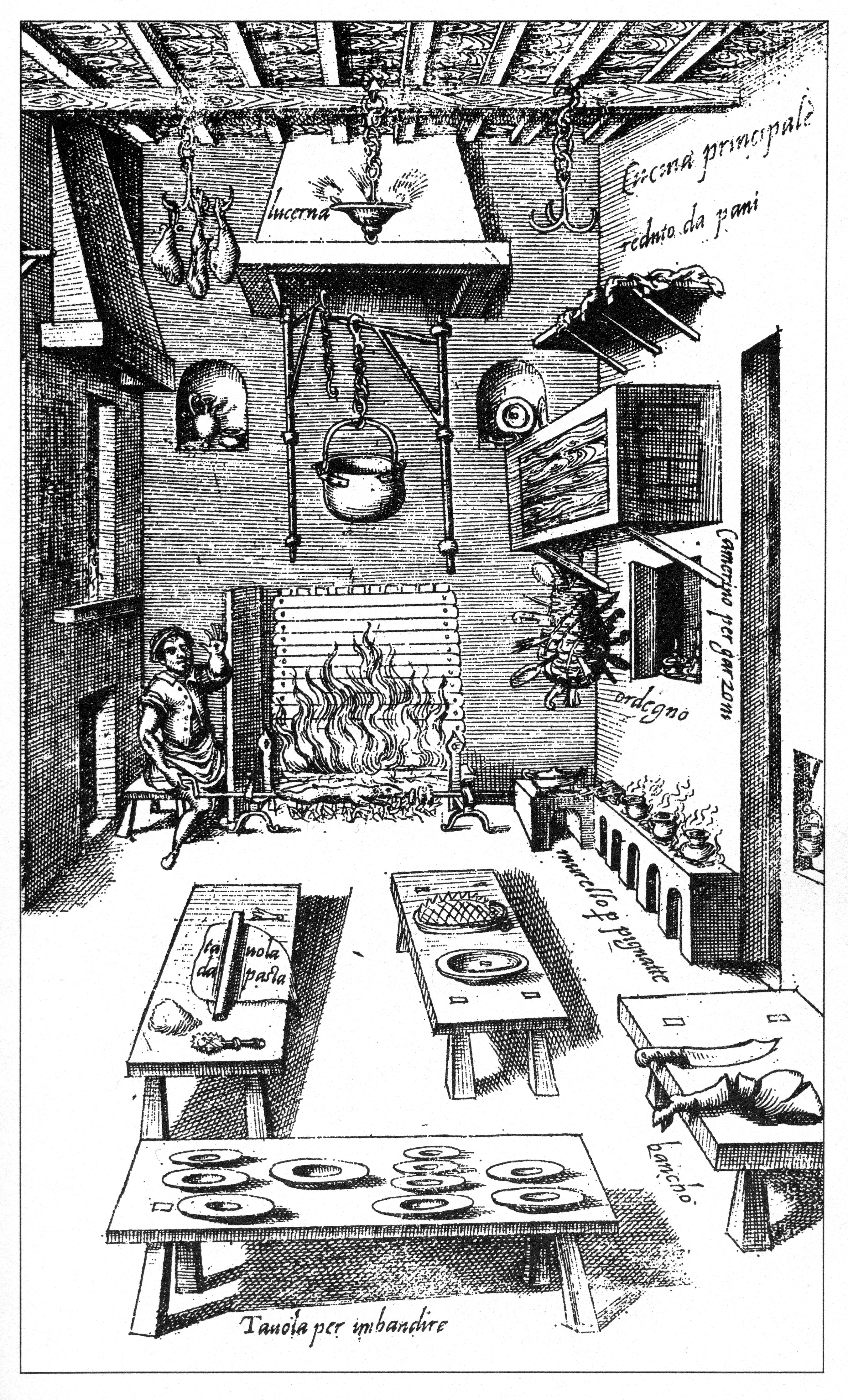
Abbildung einer italienischen Küche um 1570 in Scappis Opera

Bekannt wurde sein 1570 erschienenes Kochbuch „Opera“, in dem er rund 1000 Rezepte der Renaissance-Küche der Nachwelt überliefert hat. In seinem Werk beschäftigt er sich aber auch mit Kochtechniken sowie mit den Küchengeräten. Scappi revolutionierte die Küche seiner Zeit durch Anwendung neuer Zubereitungsarten und die Verwendung neuer aus Amerika importierter Lebensmittel. Daneben interessierte sich Scappi aber auch für die Küche Spaniens, Frankreichs und Deutschlands; er beschreibt sogar ein Couscous-Gericht. Auch enthält er die erste Darstellung des murello per pignatte.
Die Opera ist ein Gesamtwerk, das aus sechs Büchern besteht. Das erste Buch ist der Theorie gewidmet und enthält unter anderem ein Gespräch Scappis mit seinem Schüler Giovanni über das Wesen und die Würde des Kochs. Rezepte für Fleisch und Geflügel finden sich im zweiten Buch, für Fisch im dritten. Das vierte Buch wird auch Libro delle liste genannt und enthält Listen von Mahlzeiten. Das fünfte Buch enthält Rezepte für alles, was mit Teig zu tun hat, und das sechste Buch Rezepte für Krankenkost.